# Brieštie
Brieštie (niem. Bries) – wieś i gmina (obec) w powiecie Turčianske Teplice, kraju żylińskim, w północno-centralnej Słowacji.

## Historia
Wieś lokowana w roku 1392. Została założona przez kolonistów niemieckich i była częścią tzw. Hauerlandu. Jeszcze do czasów międzywojennych większość ludności była narodowości niemieckiej – została ona wysiedlona tuż po II wojnie światowej. W 1954 do gminy włączono również obszar dawnej niemieckojęzycznej wsi Hadviga (niem. Hedwig/Hedwigsau). W spisie z 2001 roku narodowość niemiecką podało 25 osób (14,71%).